# Humbert Richard
Humbert Richard est un homme politique français né le 15 février 1874 à Chambéry (Savoie) et décédé le 19 février 1953 à Chambéry.
Avocat à Chambéry, il est conseiller municipal de La Motte-Servolex en 1912, puis maire en 1919. Il est également conseiller général du canton de La Motte-Servolex en 1911. Républicain indépendant, il est député de la Savoie de 1919 à 1924.

### Sources
- « Humbert Richard », dans le Dictionnaire des parlementaires français (1889-1940), sous la direction de Jean Jolly, PUF, 1960 [détail de l’édition]